# Benešov
Benešov (pronunție în cehă [ˈbɛnɛʃof]; în germană Beneschau) este un oraș din regiunea Boemia Centrală a Republicii Cehe, situat la aproximativ 40 km sud-est de Praga. Castelul Konopiště și muntele național ceh Blaník se află în apropierea orașului. Populația localității la 1 ianuarie 2013 era de 16.541 locuitori.

## Personalități locale
- Artuš Scheine (cs) (1863, Benešov - 1938) - ilustrator și pictor
- Josef Suk (1874, Křečovice - 1935, Benešov) - compozitor